# Viola merxmuelleri
Viola merxmuelleri är en violväxtart som beskrevs av M. Erben. Viola merxmuelleri ingår i släktet violer, och familjen violväxter. Inga underarter finns listade i Catalogue of Life.